# Diaspidiotus forbesi
Diaspidiotus forbesi är en insektsart som först beskrevs av Johnson 1896.  Diaspidiotus forbesi ingår i släktet Diaspidiotus och familjen pansarsköldlöss. Inga underarter finns listade i Catalogue of Life.